# 平岡武夫
平岡武夫（1909年12月10日—1995年5月31日），日本漢學家，師從狩野直喜、小島祐馬，曾任教於京都大學、日本大學。
平岡武夫1909年生於日本大阪，1933年畢業於京都帝國大學中國學文學科，1939年進入東方文化研究所從事經學及文學研究，1947年任東方文化研究所經學研究室主任。1948年，東方文化研究所併入京都大學人文科學研究所，成為助教。1950年至1956年，成為中國古典校注和編纂班的負責人，從事唐代基礎文獻之整理，其成果為十二冊的《唐代研究指南》（唐代研究のしおり）。1963年，哈佛燕京學社社長埃里綏夫（葉理綏）赴日訪問，並決定資助《唐代研究指南》的出版（1957年由同朋舍出版）。1960年平岡武夫升任教授，1966年至台灣，曾於台灣大學、東吳大學講授經學。1967年參加第27屆國際東方學者會議。1973年從京都大學退休，成為名譽教授。1974年任日本大學文理學部教授。
平岡武夫一生的學術走向，有從經學轉入史學，再從史學轉入文學的傾向，十分專注於文獻的考證。與吉川幸次郎、花房英樹、斯波六郎、入矢義高、田中謙二等學者常有學術交流。在中國留學時，曾是顧頡剛的學生，且非常心儀中國文化，與台靜農、屈萬里等學者有所來往。

## 後學
- 清水茂
- 今井清
- 市原亨吉

## 主要著作
主編
- 《唐代研究指南》（唐代研究のしおり，同朋舍，1957）

著作
- 《白氏文集》（白氏文集，平凡社，1976）
- 《經書的成立》（経書の成立―天下的世界観，創文社（日语：創文社），1983）

譯作
- 《論語》（中国古典文学大系―論語，平凡社）
- 郭沫若：《歷史小品》（岩波書店，1950）
- 顧頡剛：《古史辨自序》（ある歴史家の生い立ち―古史弁自序，創元社（日语：創元社），1940）

## 參看條目
- 全釈漢文大系（日文維基百科）